# Zespół Trottera
Zespół Trottera, zwany niekiedy triadą Trottera – zespół objawów klinicznych  pojawiających się w przypadku zajęcia przez nowotwór złośliwy bocznej ściany części nosowej gardła. Dla zespołu charakterystyczna jest triada objawów klinicznych:
- jednostronny niedosłuch typu przewodzeniowego związany z naciekiem nowotworowym ujścia gardłowego trąbki Eustachiusza. W jego wyniku rozwija się wysiękowe zapalenie ucha środkowego;
- ból dolnej części twarzy (szczególnie okolicy żuchwy) – neuralgia w zakresie trzeciej gałęzi nerwu trójdzielnego. Objaw wynika z ekspansji nacieku na podstawę czaszki w okolicę otworu owalnego i jego szerzeniu się wzdłuż osłonek nerwowych;
- asymetria i unieruchomienie (lub ewentualnie ograniczenie ruchomości) podniebienia miękkiego związana z naciekiem mięśnia dźwigacza podniebienia miękkiego w późniejszym okresie może dołączyć się szczękościsk związany z naciekiem mięśnia skrzydłowego przyśrodkowego.

Zespół Trottera (nazwa pochodzi od nazwiska chirurga Wilfreda Trottera) związany jest najczęściej z rozwojem raka części nosowej gardła. Niekiedy nazywany jest on zespołem zatoki Morgagniego.